# Irina Strachova
Irina Borisovna Strachova (in russo Ирина Борисовна Страхова?; Novosibirsk, 4 marzo 1959) è un'ex marciatrice sovietica.
In carriera è stata campionessa mondiale di marcia 10 km a Roma 1987.

## Palmarès
| Anno | Manifestazione | Sede  | Evento       | Risultato | Prestazione | Note                  |
| ---- | -------------- | ----- | ------------ | --------- | ----------- | --------------------- |
| 1987 | Mondiali       | Roma  | Marcia 10 km | Oro       | 44'12"      | Record dei campionati |
| 1991 | Mondiali       | Tokyo | Marcia 10 km | 4ª        | 43'40"      |                       |

## Altre competizioni internazionali
1987
- Argento in Coppa del mondo di marcia ( New York), marcia 10 km - 43'35"

1991
- Oro in Coppa del mondo di marcia ( San Jose), marcia 10 km - 43'55"